# Edgar Alexander Mearns
Edgar Alexander Mearns (* 11. September 1856 in Highland Falls, New York; † 1. November 1916 in Washington, D.C.) war ein US-amerikanischer Ornithologe und Naturforscher. Sein botanisches Autorenkürzel lautet „Mearns“.

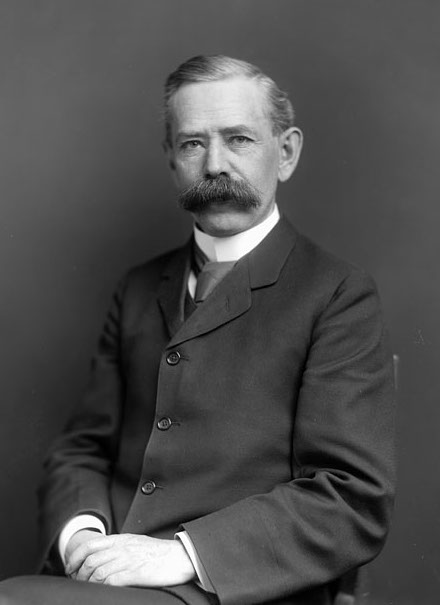
Edgar Alexander Mearns

## Leben
Mearns war der Sohn von Alexander und Nancy Reliance Mearns geborene Clarswell. Sein Großvater Alexander war schottischer Herkunft und zog 1815 nach Highland Falls. Edgar Alexander Mearns wurde am Donald Highland Institute in Highland Falls ausgebildet und studierte anschließend am Columbia College of Physicians and Surgeons, wo er 1881 graduierte. Im selben Jahr heiratete er die aus Circleville, Ohio stammende Ella Wittich. Das Paar hatte eine Tochter und einen Sohn, der 1886 geboren wurde und 1912 verstarb. Von 1882 bis 1899 diente er als Militärarzt. Von 1899 bis 1903 war er medizinischer Offizier in mehreren Armee-Institutionen. Von 1903 bis 1904 und von 1905 bis 1907 bereiste er die Philippinen. 1904 musste er wegen einer Parasiteninfektion seinen Aufenthalt auf den Philippinen unterbrechen. 1905 führte ihn eine Expedition nach Guam. 1909 schied er im Rang eines Oberstleutnants aus der Armee. Anschließend begleitete er Theodore Roosevelt, mit dem er befreundet war, auf eine Afrikaexpedition. Von 1911 bis 1912 war er ein zweites Mal in Afrika.
Mearns gehörte 1883 zu den Mitbegründern der American Ornithologists’ Union. Daneben hatte er Mitgliedschaften in der National Geographic Society, in der Biological Society of Washington und in der Linnaean Society of New York.
Mearns schrieb ungefähr 125 wissenschaftliche Artikel und Bücher, die hauptsächlich biologische Themen behandelten. Darüber hinaus verfasste er Werke über Medizin, Archäologie sowie Biografien.
Zu den von Mearns beschriebenen Taxa zählen die Mindanaomaustimalie, der Rotkopf-Schneidervogel, der Mindanao-Nektarvogel, der Boran-Zistensänger, der Spitzschwanz-Raupenfänger, die Marianensalangane, die Taita-Drossel, der Philippinen-Rattenigel, der Antilopenhase sowie die Nagetiergattungen Tarsomys, Limnomys und Bullimus.

## Dedikationsnamen
Die Seglergattung Mearnsia, die gleichnamige Untergattung der Myrtengattung Metrosideros, die Gespenstschreckengattung Mearnsiana, die mittlerweile synonymisierte Fischgattung Mearnsella mit dem ehemals einzigen Vertreter Mearnsella alestes (heute Nematabramis alestes), die Leguanart Petrosaurus mearnsi, die Braunbürzelsalangane (Aerodramus mearnsi), die auch Mearns-Hamsterratte genannte Ostafrika-Kurzschwanzhamsterratte (Saccostomus mearnsi), Mearns-Rothörnchen (Tamiasciurus douglasii mearnsi), das Serengeti-Weißbartgnu (Connochaetes mearnsi) sowie die Maulwurfskrebsart Lepidopa mearnsi sind zu Ehren von Edgar Alexander Mearns benannt worden.

## Schriften
- 1886: Description of a rare squirrel, new to the Territory of Arizona
- 1890: Observations on the Avifauna of portions of Arizona
- 1898: A Study of the Vertebrate Fauna of the Hudson Highlands, with Observations on the Mollusca, Crustacea, Lepidoptera, and *the Flora of the Region.: With Observations on the Mollusca, Crustacea, Lepidoptera, and the Flora of the Region
- 1902: An Addition to the Avifauna of the United States
- 1905: Descriptions of New Genera and Species of Mammals from the Philippine Islands
- 1907: Mammals of the Mexican boundary of the United States